# Austrochaperina minutissima
Austrochaperina minutissima е вид жаба от семейство Тесноусти жаби (Microhylidae).

## Разпространение и местообитание
Видът е разпространен в Индонезия.
Обитава гористи местности, планини, възвишения и склонове.

## Описание
Популацията на вида е стабилна.